# Химн на Швеция
Химн на Швеция е песента с оригинално заглавие „Du gamla, du fria“ (Ти древни, ти свободни), по-известна като „Sång till Norden“ (Песен за Севера).
Шведската конституция не регламентира съществуването на официален национален химн на страната, но Du gamla, du fria се е утвърдила трайно сред народа като неофициален химн още от края на 19 век. През 2000 г. шведският Риксдаг (еднокамарен парламент) отхвърля като „ненужно“ предложението да се даде на песента официален статут на национален химн.
Текстът на Du gamla, du fria е написан е през 1844 година от Richard Dybeck (изследовател на устното народно творчество), а музиката е древна шведска мелодия. През 1920 г. Louise Ahlén написва към първоначалните два куплета още два, но тези куплети (трети и четвърти) не са твърде популярни и рядко се изпълняват. Последният ред на всеки куплет се повтаря.

## Оригинал на шведски
Du gamla, du fria (текст на Richard Dybeck)
Du gamla, du fria, du fjällhöga Nord,

Du tysta, du glädjerika sköna!

Jag hälsar dig, vänjaste land uppå jord,

Din sol, din himmel, dina ängder gröna. (х 2)

Du tronar på minnen från fornstora dar

Då ärat ditt namn flög över jorden;

Jag vet att du är och blir vad du var,

Ack, jag vill leva, jag vill dö i Norden! (х 2)

(допълнение на Louise Ahlén – слабо популярно)
Jag städs vill dig tjäna mitt älskade land,

Din trohet till döden vill jag svära,

Din rätt, skall jag värna, med håg och med hand,

Din fana, högt den bragderika bära, (х 2)

Med Gud skall jag kämpa, för hem och för härd,

För Sverige, den kära fosterjorden.

Jag byter Dig ej, mot allt i en värld,

Nej, jag vill leva jag vill dö i Norden. (х 2)

## Превод на български
Ти древни, ти свободни (текст на Richard Dybeck)
Ти древни, ти свободни, ти планински Севере,

ти тиха, ти радостна хубост!

Поздравявам теб, най-красива земя на света,

твоето слънце, твоето небе, твоите ливади зелени. (х 2) 

Ти извисяваш се връз спомени за златно минало,

когато името ти е било навред почитано;

аз знам – което е било, все още е и ще пребъде,

да, в Севера аз искам да живея и умра! (х 2)

(допълнение на Louise Ahlén – слабо популярно)
Ще ти служа завинаги, любима земя,

и кълна си, до смърт ще съм верен,

ще те браня аз с мисъл и сила,

твоето знаме високо ще нося. (х 2)

С Божия помощ ще се боря за дом и огнище,

за Швеция, скъпата родна страна.

Не бих те сменил за нищо в света,

не, в Севера аз искам да живея и умра! (х 2)